# Acraea kivuensis
Acraea kivuensis är en fjärilsart som beskrevs av Karl Grünberg 1910. Acraea kivuensis ingår i släktet Acraea och familjen praktfjärilar. Inga underarter finns listade i Catalogue of Life.